# متنزه فالي ستريم الحكومي
متنزه فالي ستريم الحكومي، هو متنزه حكومي  تقع في قرية فالي ستريم في مقاطعة ناسو، نيويورك. يعد المتنزه أحد المتنزهات الحكومية الثلاث الواقعة في بلدة هيمبستيد بنيويورك، في لونغ آيلند. مثل متنزه هيمبستيد الحكومي، احتوى متنزه فالي ستريم الحكومي على بركة كورنيل، وهو خزان تغذية لخزان ريدجوود. مساحته 97- فدان (0,39 كم2)
تم افتتاح هذا المتنزه في عام 1928 مع جنوب ولاية باركواي و حديقة هيمبستيد لاك الحكومية وحديقة بحيرة بيلمونك الحكومية وحديقة هيشكر الحكومية. في البداية، تضمنت المتنزه بركة كورنيلز، التي لديها شاطئ بمياه عذبة تفرض رسوم دخول قدرها 10 سنتات. دفعت الظروف المزدحمة وغير الصحية السكان المحليين إلى الضغط لإغلاقه في عام 1947. في عام 1958، قامت الولاية بنقل الجزء الجنوبي من المنتزه بهذه البركة إلى قرية فالي ستريم. أعيد فتحه باسم حديقة آرثر جيه هندريكسون التي تديرها القرية.

متنزه فالي ستريم الحكومي هي منشأة للاستخدام اليومي، وهي ملائمة لمدينة جنوب ولاية باركواي (مخرج 15ا ). يوفر المتنزه مسارًا طبيعيًا، والتزلج الريفي على الثلج، ملعب و ميادين للعب، حدوة الحصان، وكرة الطائرة، وكرة السلة، وملاعب كرة البوتشي، وطاولات النزهة والأجنحة، والمدافئ والشوايات، وبرامج الترفيه. الحيوانات الأليفة غير مسموح بها.

## روابط خارجية
- متنزهات ولاية نيويورك: متنزه فالي ستريم الحكومي
- المياه المخفية في مدينة نيويورك: فالي ستريم